# さすらい記
『さすらい記』（さすらいき）は、日本の音楽デュオハンバート ハンバートの通算7枚目のアルバムである。2011年1月19日発売。発売元はユニバーサルJ。

## 概要
- 「まっくらやみのにらめっこ」以来約2年半ぶりとなるアルバム。
- 通常盤と初回限定盤の二種リリース。初回限定盤には初のビデオクリップとなるリード曲「さようなら君の街」のPVが収められたDVD付き。
- ジャケットデザインは大島依提亜が手がけた。

## 収録曲

### CD
1. 待ちあわせ (ゆめうつつバージョン)[3:52]
作詞・作曲：佐藤良成
小田急電鉄CMソング
2. 慚愧[2:55]
作詞・作曲：佐藤良成
3. さようなら君の街[5:32]
作詞・作曲：佐藤良成
4. 虎[4:09]
作詞・作曲：佐藤良成
5. おべんとう[3:25]
作詞：村井健也、作曲：村井健也・佐藤良成
6. 逃避行[4:55]
作詞・作曲：佐藤良成
7. 百八つ[3:47]
作詞・作曲：佐藤良成
8. 罪の味 (なんじゃらほいバージョン)[3:37]
作詞・作曲：佐藤良成
日本テレビ系「2クール」主題歌
9. 引っ越しの準備[3:12]
作詞・作曲：佐藤良成
10. くたびれ詩人[4:59]
作詞・作曲：佐藤良成
11. 妙なる調べ[3:40]
作詞・作曲：佐藤良成
映画「プール」主題歌「タイヨウ」の原曲
12. 邂逅[4:42]
作詞・作曲：佐藤良成
13. アセロラ体操のうた (ハンバート・ランゲージバージョン) (ボーナストラック)[2:44]
作詞・作曲：佐藤良成
ニチレイ「アセロラドリンク」のCMソング「アセロラ体操のうた」のセルフカバー。ハンバート ハンバートが考案した独自の言語で歌われているほか、スキャットが取り入れられるなどオリジナルとは異なる。

### DVD(初回限定盤のみ)
1. さようなら君の街 (MUSIC VIDEO)
PV監督は松本佳奈